# Lew Krutochwostow
Lew Igorewitsch Krutochwostow (russisch Лев Игоревич Крутохвостов; * 14. Juli 1978 in Nowosibirsk, Russische SFSR, Sowjetunion) ist ein ehemaliger kasachisch-russischer Eishockeyspieler, der für verschiedene Vereine in Russland und Kasachstan spielte und mit Kasachmys Karaganda 2006 kasachischer Meister wurde.

## Karriere
Lew Krutochwostow begann seine Karriere als Eishockeyspieler in seiner sibirischen Heimat bei Krylja Sowetow Nowosibirsk, wo er in der drittklassigen russischen Perwaja Liga spielte. Nach einem Jahr bei Krylja Sowetow Moskau in der russischen Superliga, wo er allerdings nur zu vier Einsätzen kam, kehrte er in seine Geburtsstadt zurück, wo er von 1997 bis 2003 für den HK Sibir Nowosibirsk spielte. Nach fünf Jahren in der Wysschaja Liga stieg er mit dem Klub 2002 in die Superliga auf. Dort kam er aber wieder nur sporadisch zum Einsatz und wechselte daher nach einer Spielzeit zu Sauralje Kurgan in die Wysschaja Liga zurück. Anschließend zog es ihn nach Kasachstan, wo er vier Jahre für Kasachmys Karaganda, wo er 2006 kasachischer Meister wurde und auch Torschützenkönig und Topscorer der kasachischen Meisterschaft wurde, und dessen Nachfolgeklub HK Kasachmys Satpajew spielte. 2007 war er bester Stürmer des kasachischen Eishockeypokals und 2008 bester Stürmer der kasachischen Eishockeymeisterschaft. 2008 beendete er seine Karriere.

### International
Mit der kasachischen Nationalmannschaft spielte Krutochwostow spielte bei den Weltmeisterschaften 2007 und 2008 in der Division I. Im Jahr 2007 gewann er mit der kasachischen Auswahl bei den Winter-Asienspielen hinter Japan die Silbermedaille.

## Erfolge und Auszeichnungen
- 2002 Aufstieg in die Superliga mit dem HK Sibir Nowosibirsk
- 2006 kasachischer Meister mit Kasachmys Karaganda
- 2006 Topscorer und Torschützenkönig der kasachischen Meisterschaft
- 2007 Bester Stürmer des kasachischen Eishockeypokals
- 2007 Silbermedaille bei den Winter-Asienspielen
- 2008 Bester Stürmer der kasachischen Eishockeymeisterschaft

## Superliga-Statistik
(Stand: Ende der Saison 2002/03)